# Haliptilon abietina
Haliptilon abietina (Lamarck) Garbary & H.W. Johansen, 1982 é o nome botânico de uma espécie de algas vermelhas marinhas pluricelulares do gênero Haliptilon.

## Sinonímia
- Corallina abietina Lamarck